# Marian Huja
Marian Fernando Huja (ur. 5 sierpnia 1999 w Agualva-Cacém) – portugalsko-rumuński piłkarz występujący na pozycji obrońcy w polskim klubie Pogoń Szczecin.

## Kariera klubowa

### Kariera juniorska
Grę w piłkę nożną rozpoczął w 2007 roku w portugalskim amatorskim klubie AC Cacém. Od 2010 do 2016 roku reprezentował barwy CF Os Belenenses. Na początku 2016 roku Huja przeniósł się do akademii angielskiego klubu Watford FC. Spędził tam 2,5 roku i występował w drużynie U-18.

### HB Køge
20 lipca 2018 Huja przeszedł do duńskiego klubu HB Køge. Zadebiutował 29 lipca 2018 w wygranym 5:2 meczu przeciwko FC Roskilde w ramach rozgrywek duńskiej Division 1 (II poziom rozgrywkowy). W sezonie 2018/19 Huja rozegrał 27 spotkań ligowych oraz 3 mecze pucharowe, będąc na boisku łącznie przez 2603 minuty. W sezonie 2019/20 rozegrał dla HB Køge 17 spotkań ligowych i 2 pucharowe. W duńskiej drużynie występował z numerem 4 na plecach.

### Petrolul Ploeszti
26 września 2020 w ramach transferu definitywnego przeniósł się do rumuńskiego Petrolulu Ploeszti. W barwach Petrolulu zadebiutował 18 października 2020 roku w wygranym 1:2 meczu przeciwko Comuna Recea, w ramach Liga II (II poziom rozgrywkowy). W rumuńskiej drużynie rozegrał łącznie 127 spotkań, z czego 80 w Liga 1, 38 w Liga II, oraz 9 w pucharze Rumunii. Wraz z Petrolulem w sezonie 2021/22 wygrał rozgrywki Liga II. W rumuńskiej drużynie występował z numerem 2 na plecach.

### Pogoń Szczecin
28 czerwca 2025 Marian Huja został ogłoszony nowym zawodnikiem Pogoni Szczecin. Koszt transferu wyniósł 300 tys. euro. W drużynie przypisano mu numer 2. W barwach Pogoni zadebiutował 20 lipca 2025 w przegranym 5:1 meczu z Radomiakiem Radom. 26 lipca 2025 w wygranym 4:1 meczu z Motorem Lublin zdobył swoją pierwszą bramkę dla Pogoni.

## Kariera reprezentacyjna
Marian Huja zaliczył jeden występ w reprezentacji Portugalii U-18. 2 lutego 2017 zagrał w zremisowanym 0:0 meczu towarzyskim przeciwko reprezentacji Maroka. Wyszedł wówczas na boisko w podstawowym składzie i został zmieniony w przerwie.